# Nesticus calilegua
Nesticus calilegua là một loài nhện trong họ Nesticidae.
Loài này thuộc chi Nesticus. Nesticus calilegua được miêu tả năm 2002 bởi Ott & Lise.